# Brachyiulus corcyraeus
Brachyiulus corcyraeus är en mångfotingart som beskrevs av Karl Wilhelm Verhoeff 1900. Brachyiulus corcyraeus ingår i släktet Brachyiulus och familjen kejsardubbelfotingar. Utöver nominatformen finns också underarten B. c. arcadicus.